# 细长前肋螺
细长前肋螺（学名：Antementula cf.elongata），是新腹足目布纹螺科Antementula属的一种。主要分布于中国大陆，常栖息在潮下带。